# Kees Verkade

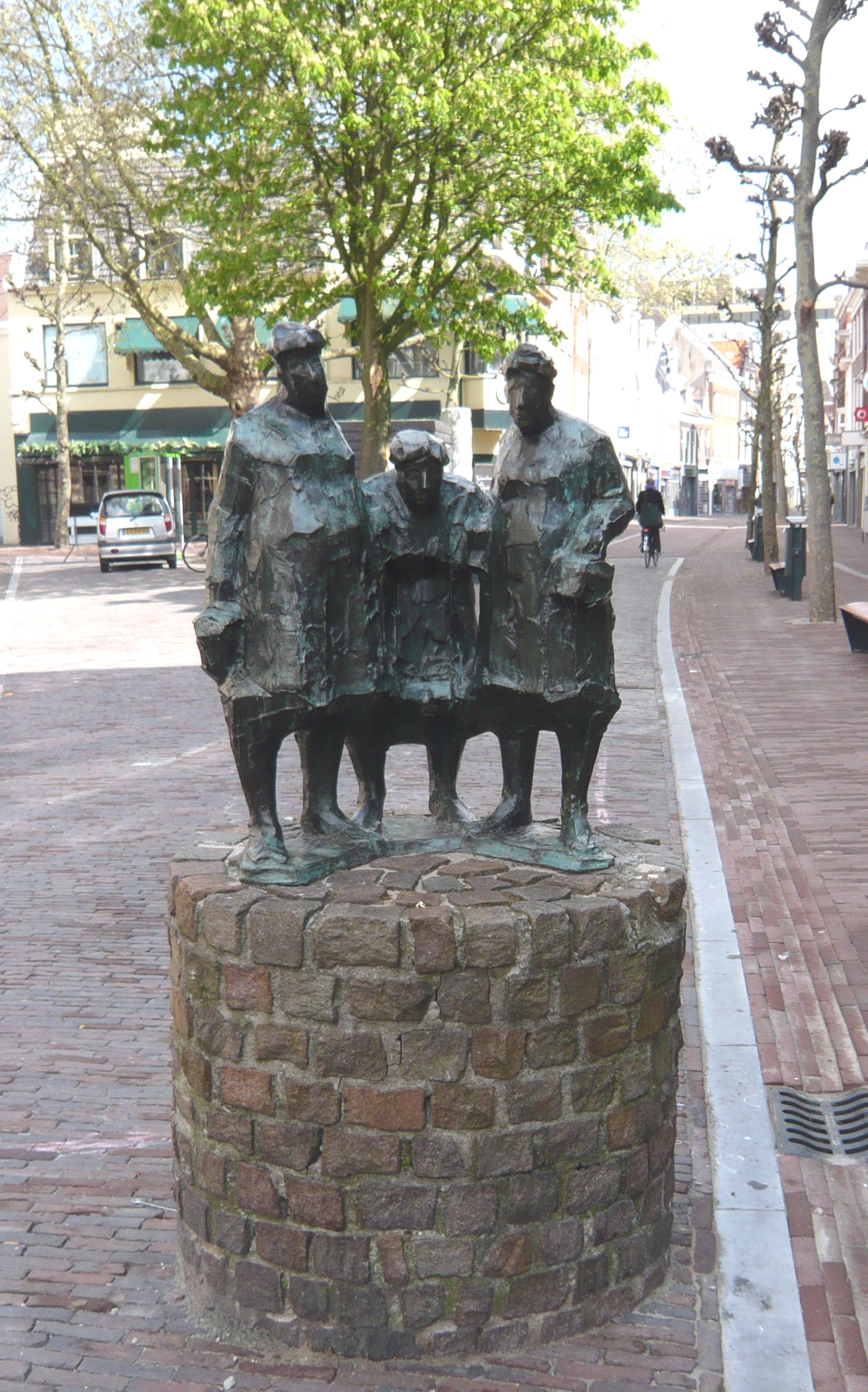
Winkelen (1966), Grote Houtstraat, Haarlem

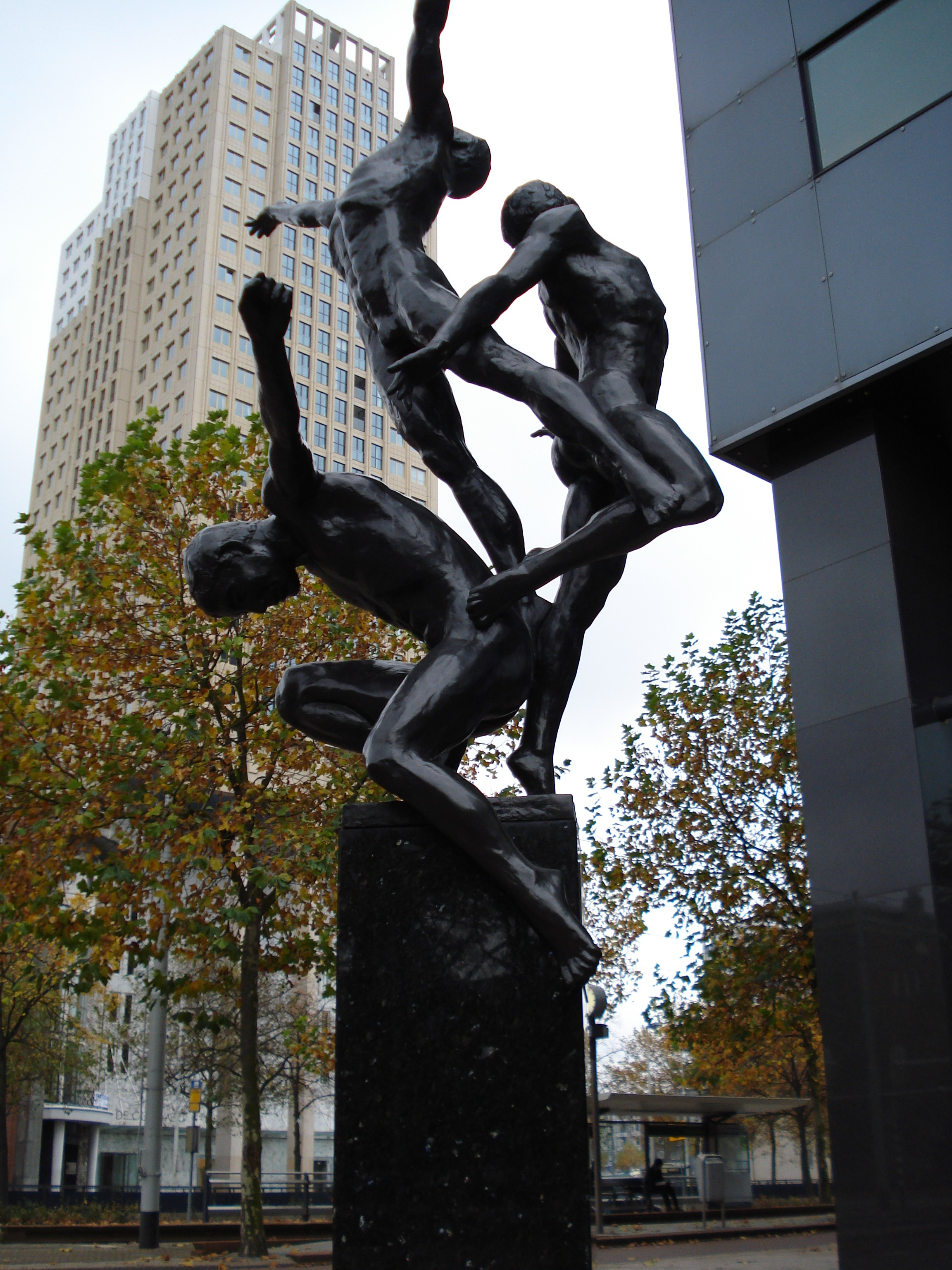
Triomf (1995), Rotterdam

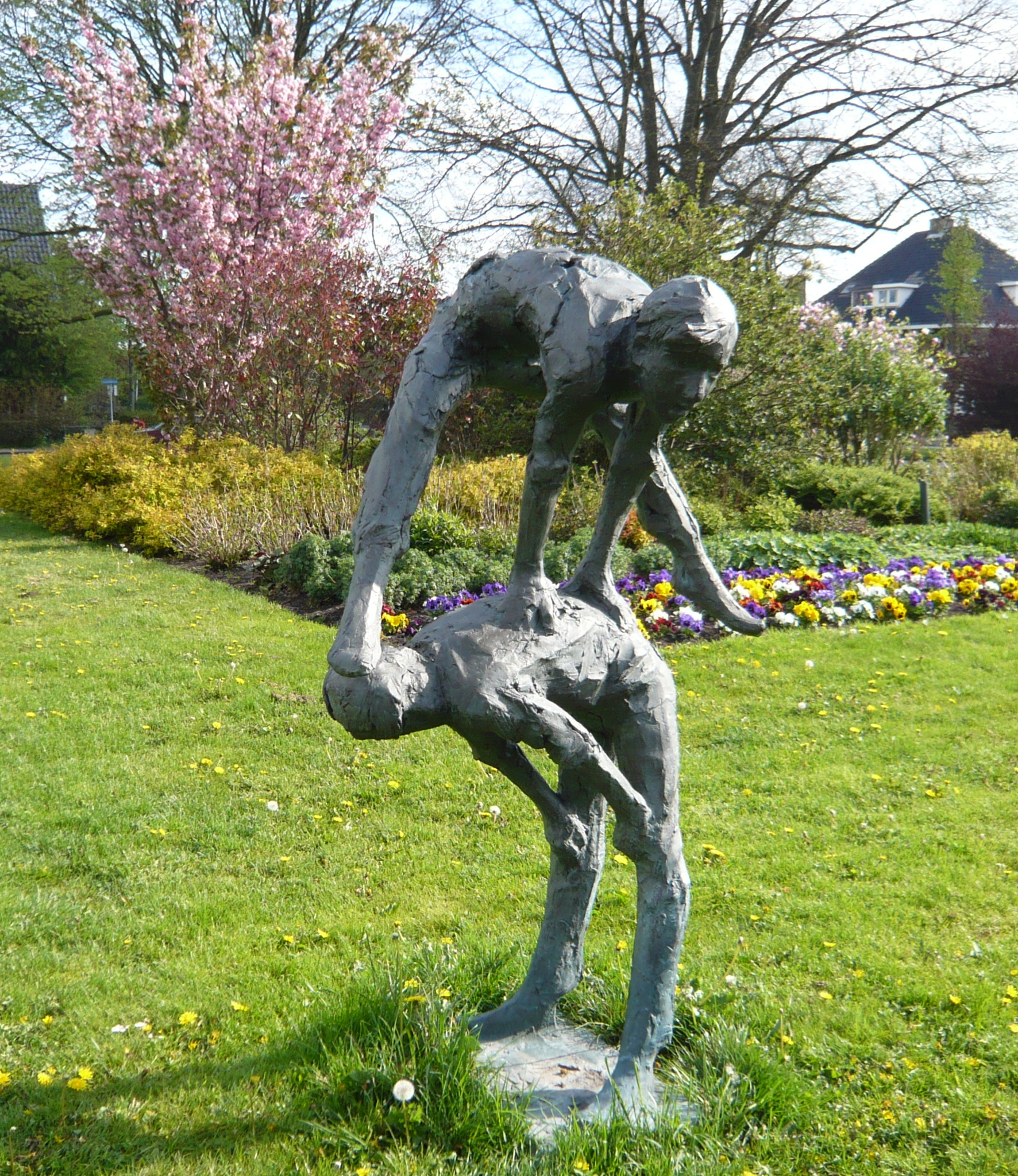
Bokspringende jongens (1968), Julianaplein, Heemstede

Korstiaan (Kees) Verkade (Haarlem, 12 oktober 1941 – Monaco, 29 december 2020) was een Nederlands beeldend kunstenaar. Hij maakte beelden en tekende.

## Biografie
Verkade werd geboren in Haarlem als zoon van procuratiehouder Willem Verkade (1895-1971) en diens 20 jaar jongere tweede echtgenote Adriana Barendregt (1915-1978), dochter van een landarbeider; hij werd vernoemd naar de grootvader (1832-1888) en naar de broer (1907-1970) van zijn moeder, Korstiaan Barendregt. Na teken- en schilderlessen bij Gerrit van 't Net studeerde hij van 1958 tot 1963 aan de Koninklijke Academie van Beeldende Kunsten in Den Haag. Hoewel hij reclametekenaar wilde worden, neigde hij uiteindelijk meer naar het beeldhouwen. Dankzij zijn eerste tentoonstelling in de Haarlemse Vishal verkocht hij twee werken aan het Frans Hals Museum. Sindsdien had hij zijn atelier in Zandvoort. Uit zijn eerste huwelijk dat door echtscheiding werd ontbonden, had hij twee zonen; na zijn vestiging in Frankrijk en Monaco hertrouwde hij in 1979, uit welk huwelijk een jaar later een dochter werd geboren. In 1966 kreeg hij zijn eerste opdracht van de gemeente Haarlem voor het standbeeld Winkelen (of Stadten). Later brak hij ook internationaal door, vooral in Frankrijk en Monaco, waar hij sinds het einde van de jaren zeventig woonde en werkte en goede contacten onderhield met het hof.
Verkade overleed in Monaco op 29 december 2020. Vlak voor zijn dood legde hij de laatste hand aan een beeld voor de slachtoffers van de coronapandemie en als eerbetoon aan zorgmedewerkers.

## Enkele beelden
- Bij de splitsing Grote Houtstraat-Gierstraat in Haarlem staat zijn beeld Winkelen (of Stadten), zijn eerste opdracht van de gemeente Haarlem in 1966.
- Bij de bar in Terminal 1 van de luchthaven van Nice, achter de douanecontrole, staat L'Envol (De vlucht). Een replica van dit beeld staat in de hoofdstraat van Biot (Alpes-Maritimes).
- Voor het prinselijk paleis van Monaco staat Il Malizia van een monnik met onder zijn pij een zwaard. Verkade kreeg deze opdracht in 1997 omdat Monaco 700 jaar werd geregeerd door het Huis Grimaldi. Il Malizia of de sluwe was de bijnaam van Francesco Grimaldi, de stichter van het prinsdom.
- In Amsterdam staat in het Eerste Weteringplantsoen de Buste Simon Carmiggelt ter herinnering aan de schrijver Simon Carmiggelt.
- In Groningen bevindt zich een van zijn bekendste beelden: Fietsles.
- In Zandvoort werd in 2003 een verzetsmonument onthuld.
- In de tuin van Paleis Soestdijk werd door koningin Beatrix op 20 mei 2009 een beeld onthuld van koningin Juliana en prins Bernhard. Het markeert het 100ste geboortejaar van Juliana en memoreert dat zij er woonde van 1937 tot 2004.
- In april 2010 werd in Hardenberg een oorlogsmonument van de hand van Verkade onthuld.[2]
- Koningin Wilhelmina op de Boulevard in Noordwijk.
- Louis Couperus op het Lange Voorhout in Den Haag.
- Anton Pieck in Overveen.
- Frits Philips in Eindhoven.
- Audrey Hepburn in Arnhem.

### Galerij

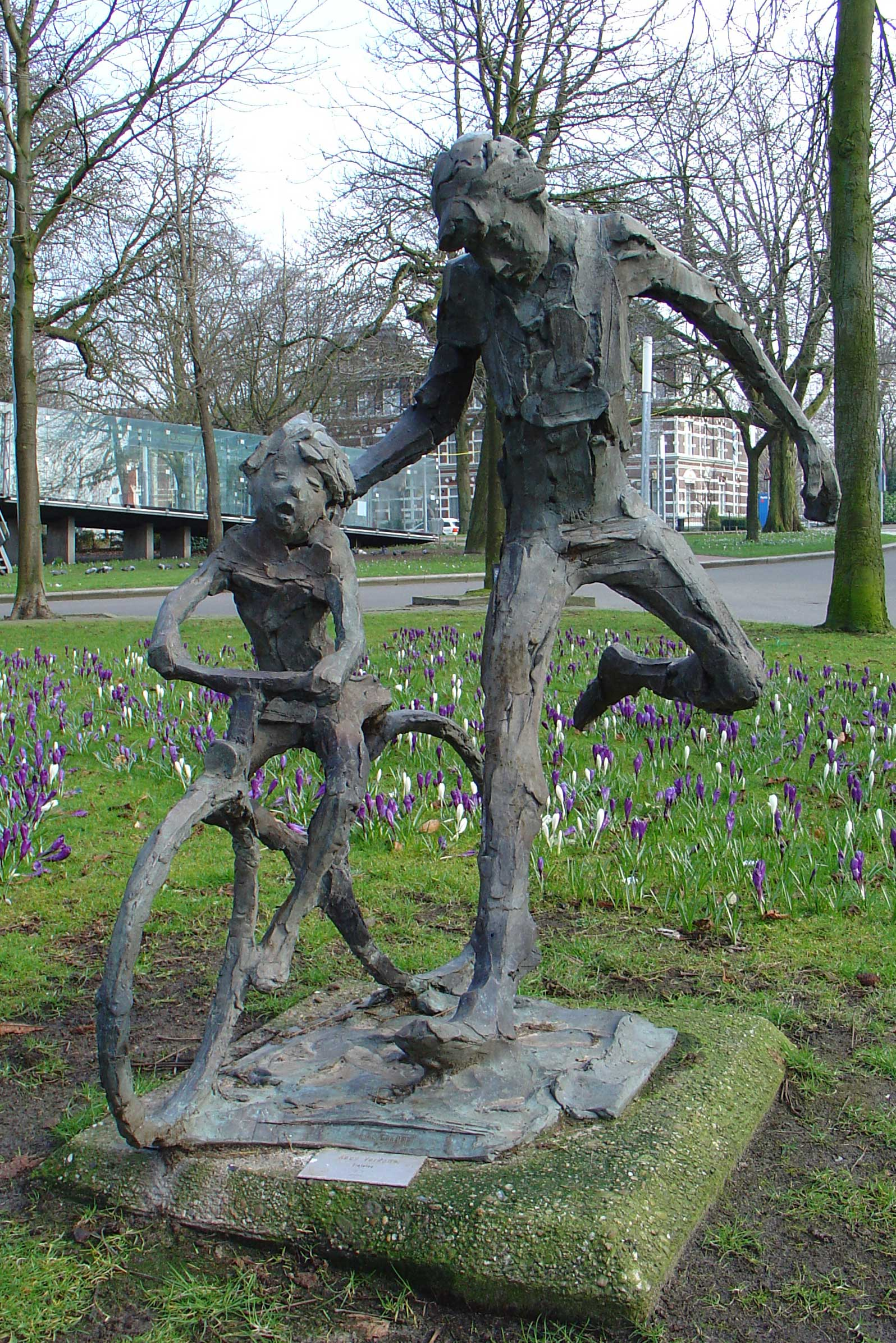
Fietsles (1971), Hereplein, Groningen
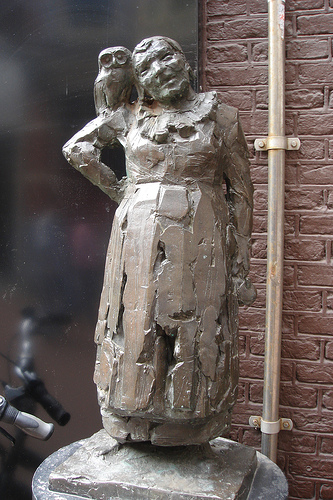
Malle Babbe (1978), Barteljorisstraat, Haarlem
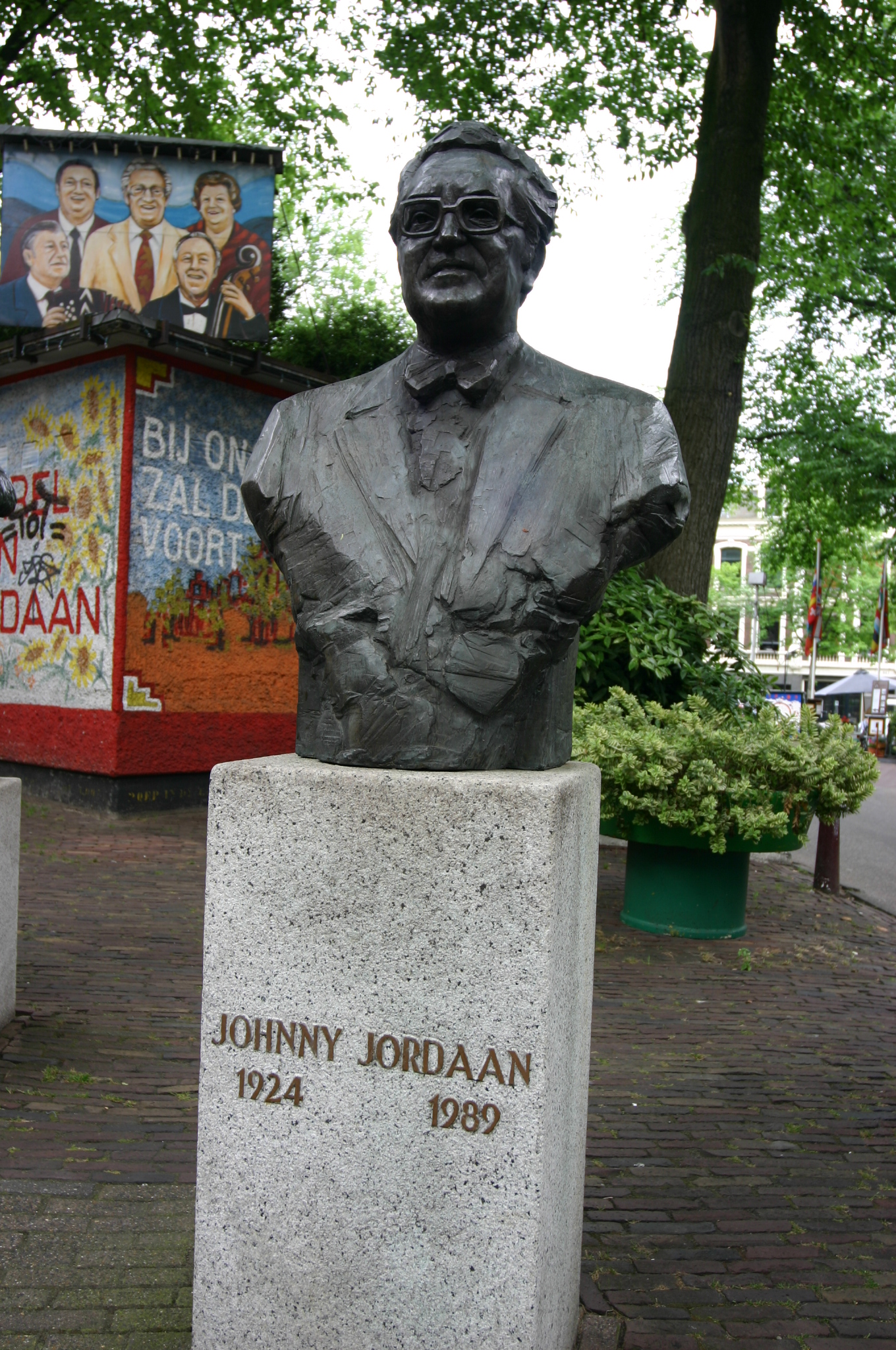
Johnny Jordaan (1991), Johnny Jordaanplein, Amsterdam
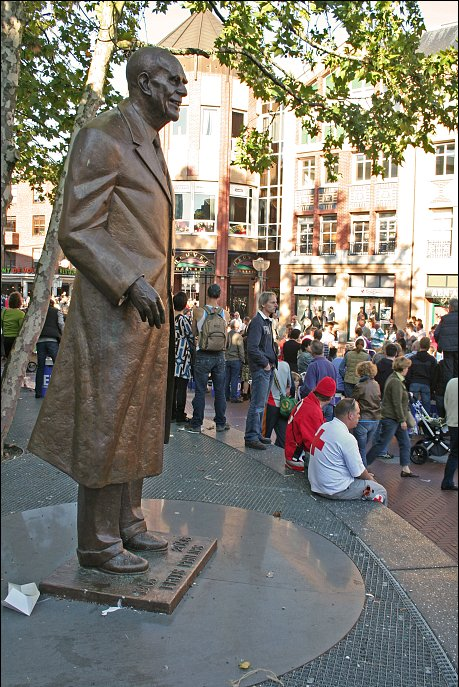
Frits Philips (2007), Markt, Eindhoven
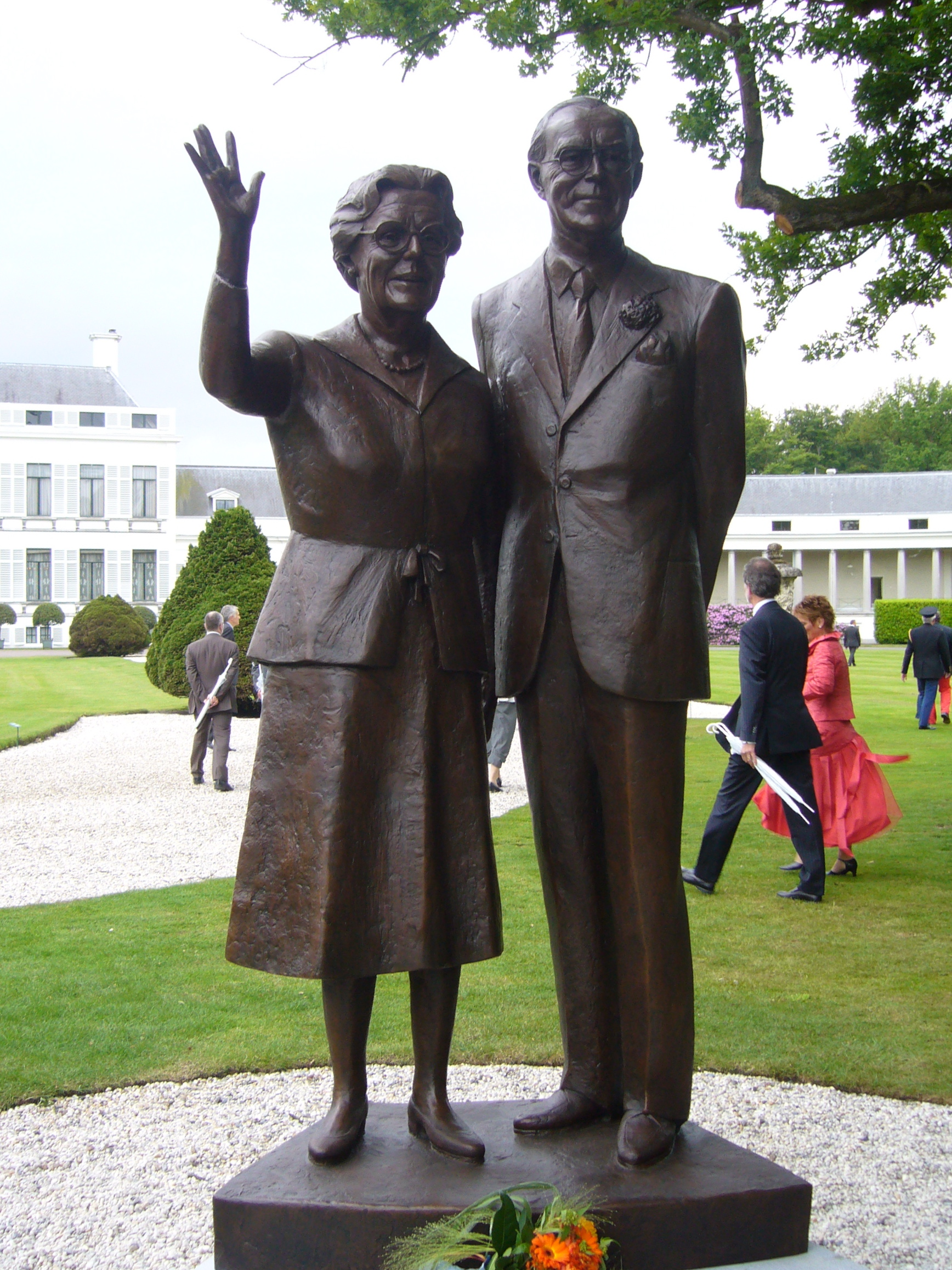
Juliana der Nederlanden en Bernhard van Lippe-Biesterfeld (2009), voortuin van Paleis Soestdijk
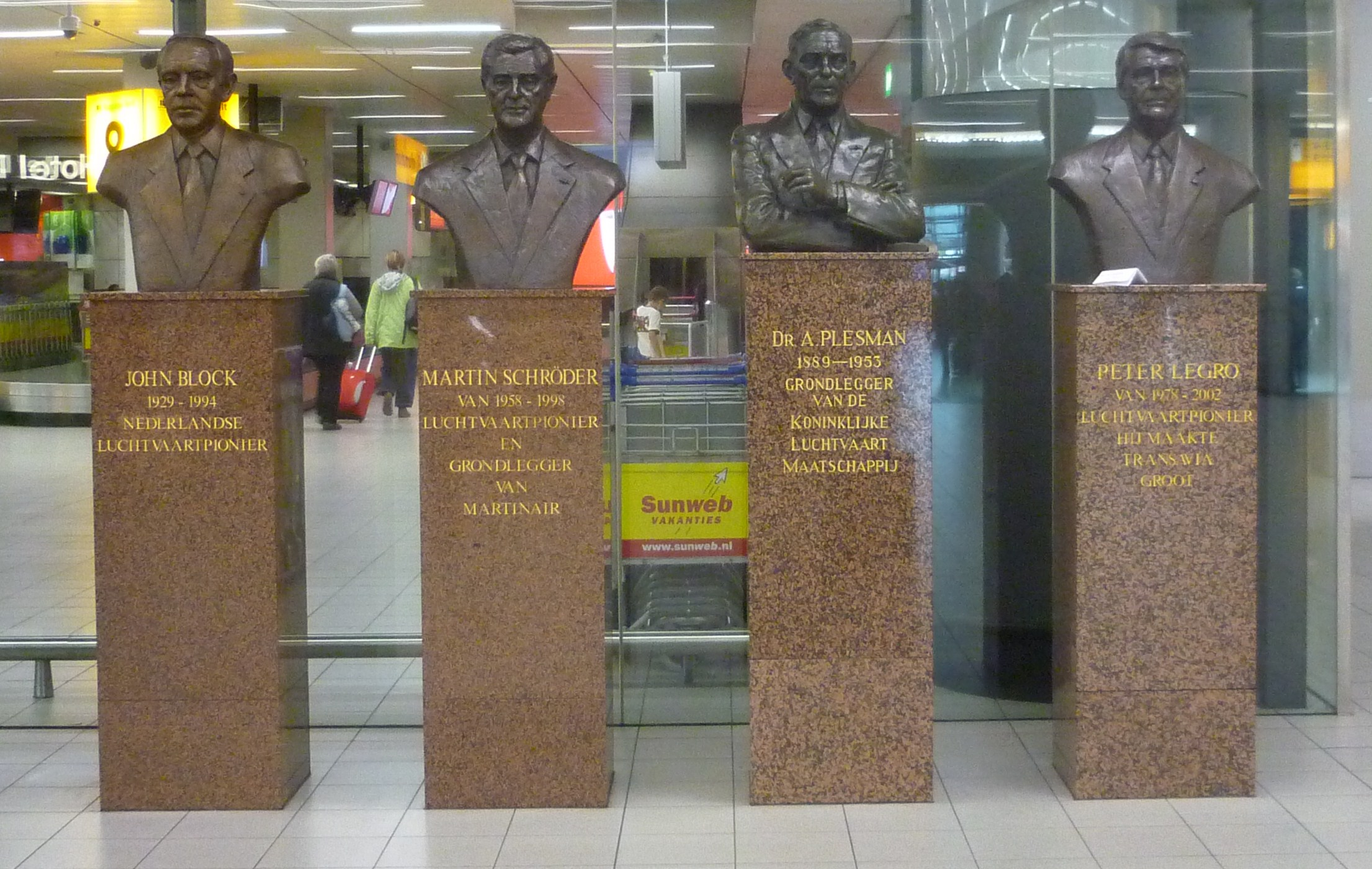
Luchtvaartpioniers (2011), Schiphol

## Onderscheidingen
Kees Verkade was
- Ridder in de Orde van de Nederlandse Leeuw
- Officier in de Orde van Grimaldi
- Officier in de Orde van Culturele Verdienste (Monaco)

## Bronsdiefstal
In juni 2008 werd een bronzen beeld van Verkade gestolen, het beeld In Balans (1974) dat bij een sporthal in Harderwijk stond. De geschatte waarde van het beeld lag indertijd tussen de € 40.000 en € 50.000.